# Sebes (folyó)
A Sebes (románul: Sebeș, németül: Mühlbach) folyó Romániában, Erdélyben, a Maros bal oldali mellékfolyója. 

## Neve
Neve a magyar sebes melléknévből való. Felső 22 km-es szakaszán, az Oasa-tó felett még Frumoászá-nak (Frumoasa) hívják.

## Leírása
A Szebeni-havasok Frumoásza-csoportjában ered. Eleinte délnyugatra folyik, majd északra kanyarodik. Szászcsórnál lép ki a Maros síkságára. Szászsebesen túl, Marosportussal (Gyulafehérvárral) szemben ömlik a Marosba. Hossza 93 km. Jobb felől a Székács patakot veszi fel.
Vízgyűjtő területe kiterjed a Szebeni-havasok nyugati, a Kudzsiri-havasok keleti és a Páring-hegység északi részére, valamint a 3–500 m-es tengerszint feletti magasságú Székás-fennsíkra. Átlagos vízhozama Péterfalvánál 9,03 m³/s. 
Az 1980-as években duzzasztással négy víztározót hoztak létre rajta, ezek az Oasa-tó (Lacul Oașa), a Tau-tó (Lacul Tăul Bistrei), a sebeskápolnai Obreja-tó és a Péterfalvi-tó. Az első kettőn vízerőmű üzemel, az utolsó vizét pedig Szászsebes és Gyulafehérvár vízellátására használják.
Völgyében halad a DN67C főút (Transalpina).

## Története
A magyar kormány 1870-ben megvásárolta a Sebes menti erdőket, majd két évvel később kitermelésre bérbe adta őket a szászsebesi Baiersdorf & Biach cégnek. A kitermelt faanyagot tutajozással úsztatták le a folyón. A környék szegényebb lakóinak új megélhetési forrást nyújtott a tutajozást, amelyben főként a láziak és kápolnaiak vállaltak munkát. 1875-ben ruszin famunkások dolgoztak a Bistra, Prigoana, Oașa és Ciban hegyekben. 1888-ban ideiglenesen fekete-erdei, badeni, karintiai és isztriai tutajépítők költöztek a folyó mellé. 1890-től már zsilipekkel fel tudták duzzasztani a folyót és szabályozni a víz járását, úgyhogy a rönkök emberi felügyelet nélkül, a víz ereje által is leereszkedtek. 1965-ben szüntették be a faúsztatást és kezdték teherautókkal szállítani a kitermelt fát.

## Települések a folyó mentén
(Zárójelben a román név szerepel.)
- Dobratelep (Dobra)
- Sugág (Șugag)
- Martiniatelep (Mărtinie)
- Sebeskápolna (Căpâlna)
- Sebesláz (Laz)
- Szászcsór (Săsciori)
- Sebeshely (Sebeșel)
- Péterfalva (Petrești)
- Szászsebes (Sebeş)
- Lámkerék (Lancrăm)
- Alsóváradja (Oarda)